# Muffinbuccinum
Muffinbuccinum là một chi ốc biển, là động vật thân mềm chân bụng sống ở biển trong họ Buccinulidae.

## Các loài
Các loài thuộc chi Muffinbuccinum bao gồm:
- Muffinbuccinum catherinae Harasewych & Kantor, 2004[2]